# Einar Holm (jurist)
Einar Mauritz Holm, född den 19 februari 1904 i Gällivare församling, Norrbottens län, död den 25 december 1994 i Båstad, var en svensk jurist. Han var son till Einar Holm.
Holm avlade studentexamen i Uppsala 1922 och juris kandidatexamen vid Uppsala universitet 1928. Efter genomförd tingstjänstgöring 1928–1931 blev han fiskal i Svea hovrätt 1933, i Hovrätten för Övre Norrland 1936, assessor där 1938 och hovrättsråd 1940. Holm var häradshövding i Gällivare domsaga 1943–1952, lagman i Hovrätten för Västra Sverige 1952–1971 och ställföreträdande president där 1966 och 1967. Han var medarbetare i Göteborgs Handels- och Sjöfarts-Tidning 1959–1962 och föreståndare för propedeutiska kursen i juridik vid Göteborgs universitet från 1962. Holm blev riddare av Nordstjärneorden 1943 och kommendör av första klassen av samma orden 1964. Han vilar på Båstads nya begravningsplats.